# جرج سوروس
جورج سوروس (به انگلیسی: George Soros) (زاده ۱۲ اوت ۱۹۳۰)، کارگردان تجاری، سرمایه‌گذار، بازرگان، کنشگر سیاسی، و نویسنده مجار-آمریکایی است. سوروس رئیس هیئت مدیره بنیادهای جامعه باز و مدیریت سرمایه سوروس و بنیان‌گذار و رئیس هیئت مدیره شرکت سوروس است. در سال ۲۰۱۷، در حالی که او به عنوان بیست و نهمین فرد ثروتمند جهان توسط مجله فوربس رتبه بندی شده بود، مشخص شد که او ۱۸ میلیارد دلار (۱۳/۵ میلیارد پوند) یا تخمین زده شده، ۸۰ درصد از ثروت شخصی خود را به این سازمان منتقل کرده است. او از بازماندگان هولوکاست است.
از سال ۱۹۷۹ تا کنون، سوروس بیش از ۷ میلیارد دلار به دلایل مختلف، کمک مالی کرده‌است. او همچنین یکی از سه بنیان‌گذار اصلی مرکز پیشرفت آمریکا و عضو هیئت مدیره آن است. بنیان‌گذاری و سازمان‌دهی انقلاب گل رز در گرجستان توسط او به نظر روسیه و دیگر ناظران غربی نقش حیاتی در پیروزی آن جنبش داشت، هرچند که خود سوروس معتقد است نقش او بزرگ نمایی شده‌است. در ایالات متحده آمریکا او را به خاطر تلاش ناموفق پس از اختصاص مقادیر عظیم پول در مبارزات انتخاباتی سال ۲۰۰۴ علیه جرج دابلیو بوش می‌شناسند

## زندگی و فعالیت‌ها
گئورگی شوارتز در سال ۱۹۳۰ در بوداپست در خانواده‌ای ثروتمند و یهودی غیر ملتزم زاده شد. در سال ۱۹۴۷، پس از روی کار آمدن کمونیست‌ها، زادگاه خود را به مقصد انگلستان ترک کرد. او در سال ۱۹۵۲ از مدرسه اقتصاد لندن فارغ‌التحصیل شد. در این دانشگاه او با کارل پوپر آشنا شد و به شدت تحت تأثیر افکار او قرار گرفت.
پدر او اسپرانتیست بود و به او در کودکی سخن گفتن به اسپرانتو را آموخت.
او در سال ۱۹۶۵ به آمریکا مهاجرت کرد و در ۱۹۶۹ شرکت مدیریت سرمایه سوروس را بنا نهاد که موسسه‌ای خصوصی است و در زمینه سرمایه‌گذاری و مدیریت مالی مشاوره می‌دهد و از آغاز تاکنون، مشاور اصلی گروه کوانتوم فاند بوده که در ۳۰ سال گذشته به‌طور متوسط سود سالانه‌اش ۳۱ درصد بوده‌است.
پول وولکر، رئیس پیشین فدرال رزرو آمریکا، در سال ۲۰۰۳ در پیش گفتار کتاب «سوروس کیمیای دارائی» نوشت:
«جورج سوروس خود را به عنوان نمونه‌ای از یک بروکر بسیار موفق به ثبت رسانده‌است. کسی که با هوشیاری تمام، مقادیر عظیم پول را زمانی که هنوز وقت برای ادامه بازی زیاد به نظر می‌رسد بیرون می‌کشد. حجم قابل توجهی از آنچه را برده‌است امروزه به تشویق ملت‌های نو ظهور و در حال تغییر اختصاص داده تا بتوانند در راه تبدیل شدن به یک «جامعه باز» قدم بردارند. جامعه باز نه تنها در زمینه تجارت آزاد بلکه (و از آن مهم‌تر) در تحمل افکار جدید و اشکال متفاوت تفکر و زندگی.»

## خیریه
سوروس از دهه ۱۹۷۰ بودجه امور خیریه بسیاری را مانند کمک به دانشجویان سیاه‌پوست دانشگاه کیپ تاون در آپارتاید آفریقای جنوبی و فعالان مخالف پشت پرده آهنین تأمین کرد. جورج سوروس در گرامی داشت استاد خود کارل پوپر، نویسنده کتاب جامعه باز و دشمنان آن، نام مؤسسه خود را بنیاد جامعه باز گذاشت. هدف این مؤسسه، ایجاد و حفظ ساختارها و نهادهای جامعه باز است. تأمین بودجه خیریه سوروس شامل تلاش‌ها برای توجیه دمکراتیزاسیون بی‌خشونت در کشورهای بازمانده از شوروی بوده‌است. این تلاش‌ها، غالباً در اروپای مرکزی و اروپای شرقی اساساً از طریق بنیاد جامعه باز و بنیاد سوروس که گاهی با نام‌های دیگر معرفی می‌شوند صورت می‌گیرد. پی‌بی‌اس در سال ۲۰۰۳ تخمین زد که او مجموعاً ۴ میلیارد دلار پرداخت کرده‌است.

## فعالیت سیاسی

### آمریکا
در گفتگویی با واشینگتن پست در سال ۲۰۰۳، سوروس گفت: برکنار کردن رئیس‌جمهور جرج دابلیو بوش از مقامش «تمرکز اصلی زندگی من» و «مسئله مرگ و زندگی» است. او گفت «اگر کسی شکست بوش را تضمین کند» همه ثروتش را وقف شکست دادن بوش می‌کند. این مؤسسه در انتخابات ریاست‌جمهوری ایالات متحده آمریکا (۲۰۰۴)، تعهد کرد ۷۵ میلیون دلار به مخالفان بوش کمک کند. جورج سوروس شخصاً ۵ میلیون دلار در این راه هزینه کرد.

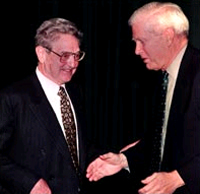
جرج سوروس و جیمز بیلینگتون در کتابخانه کنگره در حال بحث دربارهٔ کتاب جامعه باز (۲۲ ژانویه ۲۰۰۱)

## چهارشنبه سیاه
نام جرج سوروس با «چهارشنبه سیاه» بریتانیا (۱۶ سپتامبر۱۹۹۲) گره خورده‌است. او پس از این واقعه به «ویرانگر بانک مرکزی بریتانیا (بانک انگلستان)» شناخته شد.
سوروس در آن روز با فروش استقراضی (Short Selling) ده‌ها میلیارد لیر استرلینگ به یک باره سیستم پولی بریتانیا را دچار نوسان کرد و در حالی که یک شبه میلیاردها دلار به سرمایه وی افزوده شد، بانک مرکزی بریتانیا را مجبور کرد تاوان اقتصادی سنگینی را بپردازد.
وی معتقد بود بانک مرکزی بریتانیا نرخ برابری خود را به‌طور مصنوعی بالا نگه داشته‌است از این رو به آن‌ها هشدار داد که یا نرخ خود را واقعی کنند یا از سیستم پولی اروپا خارج شوند. بانک مرکزی بریتانیا در برابر فروش استقراضی جرج سوروس و یارانش چندین بار اقدام به جمع‌آوری پوند استرلینگ از بازار ارز کرد و در آخر نرخ بهره را بالا برد؛ ولی سرانجام تسلیم شد و به کاهش نرخ پوند و خروج از سیستم پولی اروپا تن داد. نرخ بهره نیز به مقدار پیشین بازگشت.

## پیش‌بینی‌ها

### آینده ایران
جرج سوروس در اول اسفند ۱۳۸۹ در سی‌ان‌ان در برنامه تلویزیونی فرید زکریا گفت که نظام جمهوری اسلامی ایران تا یک سال دیگر بیشتر دوام نخواهد آورد. چرا که رفتار مردم نسبت به گذشته تفاوت کرده‌است. او گفت:
«وقتی مردم زندگی خود را با انگیزه‌های مشترک به خطر می‌اندازند. آنچه که غیرممکن به نظر می‌رسد در واقع امکان‌پذیر است.»
او همچنین گفت حاضر است بر سر این که رژیم جمهوری اسلامی تا یک سال دوام نخواهد آورد شرط‌بندی کند.

### دونالد ترامپ
او دونالد ترامپ را «خطری برای جهان» می‌داند بر این باور است که او تا سال ۲۰۲۰ یا حتی زودتر در سمت رئیس‌جمهور ایالات متحده آمریکا نخواهد ماند.

### شبکه‌های اجتماعی
او پیش‌بینی کرده که سیاست‌های مالیاتی و مقرراتی، گریبان شبکه‌های اجتماعی را خواهد گرفت و به همین خاطر عمر این شبکه‌ها رو به پایان است.

### انتخابات میان‌دوره‌ای ۲۰۱۸
او پیش‌بینی کرده‌است که در انتخابات میان‌دوره‌ای مجلس نمایندگان ایالات متحده آمریکا در سال ۲۰۱۸ حزب دموکرات به پیروزی چشمگیری برسد. در این انتخابات حزب دموکرات اکثریت کرسی‌های مجلس نمایندگان آمریکا را به‌دست آورد و نانسی پلوسی رئیسی مجلس نمایندگان آمریکا شد.

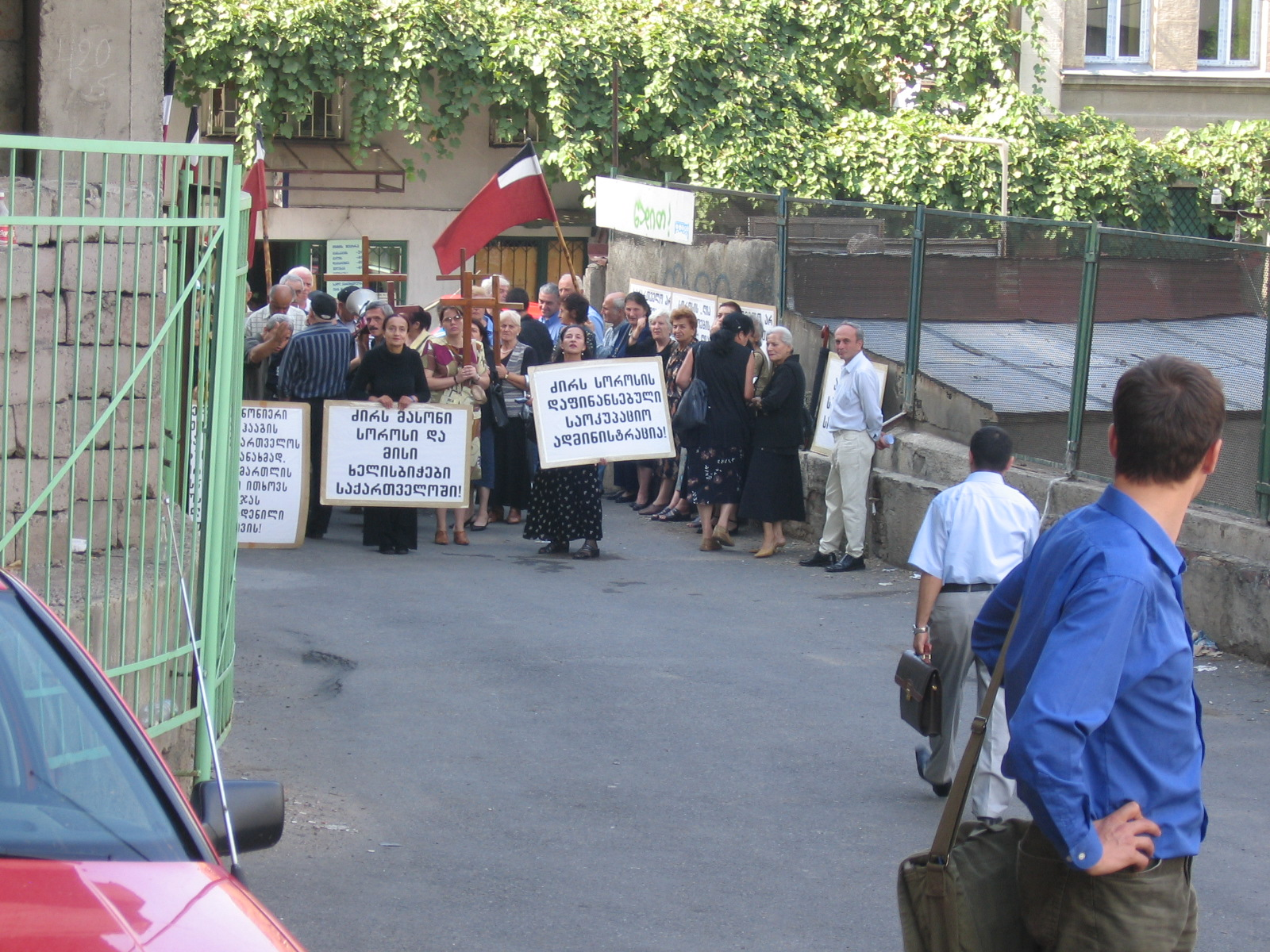
تظاهرات علیه جورج سوروس در تفلیس (۲۸ سپتامبر ۲۰۰۵)

## انتقاد از گوگل و فیسبوک
او در ژانویه ۲۰۱۸ در نشست مجمع جهانی اقتصاد در داووس، سوئیس از انحصار شرکت‌های فناوری مانند فیس‌بوک و گوگل انتقاد کرده و آن‌ها را تهدیدی برای دموکراسی خواند. او هشدار داد که شبکه‌های اجتماعی «موانعی برای نوآوری» هستند. زیرا این احتمال هست که وقتی تفکر آزاد از بین رفت، مردمی که در عصر دیجیتال بزرگ شده‌اند، دیگر نتوانند آن را بازگردانند. او افزود که قدرت این شبکه‌ها در شکل‌دهی افکار عمومی نگران‌کننده است. زیرا این قدرت تنها در دست چند شرکت معدود است.
او تلاش مارگارت وستگر (کمیسیونر رقابت اتحادیه اروپا) در مهار قدرت شرکت‌های بزرگ فناوری آمریکا و جریمه شرکت‌هایی مانند گوگل، آمازون و اپل را ستایش می‌کند. جورج سوروس عقیده دارد که چون اتحادیه اروپا هیچ شرکت بزرگ اینترنتی ندارد، بهترین مراقب جامعه در برابر شرکت‌هایی سلطه طلب است. در حالی که در آمریکا سازمان‌های مشابه، بیش از اندازه ضعیف هستند.